# Rondibilis sikkimensis
Rondibilis sikkimensis är en skalbaggsart som först beskrevs av Stefan von Breuning 1961.  Rondibilis sikkimensis ingår i släktet Rondibilis och familjen långhorningar. Inga underarter finns listade i Catalogue of Life.